# Louis de Montfort (homme politique)
Pour les articles homonymes, voir Louis de Montfort et Montfort.
Louis Philogène de Montfort, né le 4 février 1840 à Paris, mort le 10 octobre 1911 à Crasville-la-Rocquefort (Seine-Maritime), est une personnalité politique française.

## Biographie
Fils d'un général, il entre à Saint-Cyr. Il participe de 1864 à 1867 à l'expédition du Mexique. Lors de la guerre de 1870, il est grièvement blessé lors de la bataille de Saint-Privat. Il quitte l'armée en 1873 et se lance dans la politique. Maire de Crasville-la-Rocquefort, conseiller général dans le canton de Fontaine-le-Dun en 1883, il est député de la Seine-Maritime de 1889 à 1900, où il siège au groupe de la Droite républicaine et sénateur de 1900 à 1911. Il intervient beaucoup sur les questions militaires.
En 1896, il a accepté de faire partie d'une commission chargée de départager les candidats à un concours organisé par La Libre Parole d'Édouard Drumont « sur les moyens pratiques d'arriver à l'anéantissement de la puissance juive en France ».
Il est vice-président de la société L'Ancienne mutuelle et délégué régional de la Croix-Rouge pour le 3e corps d'Armée.
Ses obsèques sont célébrées dans l'église de Crasville-la-Rocquefort.

## Distinctions
- Officier de la Légion d'honneur[3].
- Médaille commémorative de l'expédition du Mexique (1862)
- Ordre de Notre-Dame de Guadalupe
- Commandeur de l'ordre de Saint-Grégoire-le-Grand